# Кигинский район
Киги́нский райо́н (баш. Ҡыйғы районы) — административно-территориальная единица (район) и муниципальное образование (муниципальный район) в её границах под наименованием муниципальный район Кигинский район (баш. Ҡыйғы районы муниципаль районы) в составе Республики Башкортостан Российской Федерации.
Административный центр — село Верхние Киги.

## География
Район расположен на северо-востоке республики. Граничит на севере с Белокатайским, на северо-западе — с Мечетлинским, на западе — с Дуванским, на юге — с Салаватским районами, на востоке — с Кусинским и Саткинским районами Челябинской области. Площадь района составляет 1688 км².
Основная часть территории района находится в пределах Приайской увалисто-волнистой равнины, юго-восточная часть занимают отроги западного склона Урала. Район входит в умеренно континентальный, влажный агроклиматический регион с коротким безморозным периодом. По юго-западной и северо-западной окраинам района протекают реки Ай с притоком Алла-Елга, Киги — с притоками Леуза и Кесе-Ик. Распространены чернозёмы и тёмно-серые лесные слабооподзоленные почвы. Полезные ископаемые представлены месторождениями глины и суглинка, песка-отощителя, песчано-гравийной смеси, известняка, строительного камня, точильного песчаника. Имеются торфяные болота. Лесом покрыто 43 тыс. га (22,5 % территории района). Сельскохозяйственные угодья занимают 93,7 тыс. га, в том числе пашни — 67,7 тыс. га, пастбища — 15,2 тыс. га, сенокосы — 10,4 тыс. га. Основная отрасль производства района: сельское хозяйство.

## История
Район образован 20 августа 1930 года, когда согласно постановлению Президиума ВЦИК было ликвидировано разделение Башкирской АССР на кантоны.
Все населённые пункты Кигинского района были основаны на вотчинных землях башкир:
- к Айлинской волости относились роды Абдрезяк, Сюрбай, Асылгужа, Кулбак, Сюрбай, Кургаш, Идрис, Тугузлы;
- к Дуванской волости: Абзай (Уртаул), Алагуз (Кабыл), Масяк, Юсуп;
- к Тырнаклинской волости: Сагадей (Сутуш), Ибрай (Сунка), Мухамет, Ягун[6].

В 1935 году из части Верхне-Кигинского район был выделен Малоязовский район (с 4 марта 1941 года — Салаватский).

## Население
| 1939    | 1959    | 1970    | 1979    | 1989    | 2002    | 2008    | 2009    | 2010    |
| ------- | ------- | ------- | ------- | ------- | ------- | ------- | ------- | ------- |
| 27 896  | ↘22 748 | ↗23 375 | ↘20 654 | ↘18 899 | ↗19 825 | ↘19 202 | ↘19 138 | ↘19 137 |
| 2012    | 2013    | 2014    | 2015    | 2016    | 2017    | 2018    | 2019    | 2021    |
| ↘18 918 | ↘18 620 | ↘18 286 | ↘18 007 | ↘17 582 | ↘17 235 | ↘17 023 | ↘16 856 | ↗16 905 |

### Национальный состав
Согласно Всероссийской переписи населения 2010 года: татары — 51,4 %, башкиры — 41,5 %, русские — 5,6 %, лица других национальностей — 1,5 %.
По итогам переписи населения 2020 года проживали следующие национальности (национальности менее 0,1 % и другое см. в сноске к строке «Другие»):
| Национальность | Численность, чел. | Доля     |
| -------------- | ----------------- | -------- |
| Татары         | 8922              | 52,78 %  |
| Башкиры        | 6652              | 39,35 %  |
| Русские        | 1061              | 6,28 %   |
| Узбеки         | 39                | 0,23 %   |
| Азербайджанцы  | 32                | 0,19 %   |
| Таджики        | 27                | 0,16 %   |
| Армяне         | 24                | 0,14 %   |
| Марийцы        | 17                | 0,10 %   |
| Другие         | 131               | 0,77 %   |
| Итого          | 16 905            | 100,00 % |

### Языковой состав
Согласно Всероссийской переписи населения 2010 года родными языками населения являлись: татарский — 52,9 %, башкирский — 39,4 %, русский — 6,4 %.
Согласно Всероссийской переписи населения 2020 года родными языками населения являлись: татарский — 53,2 %, башкирский — 38,4 %, русский — 7 %.

## Административное деление
В Кигинский район как административно-территориальную единицу республики входит 9 сельсоветов.
В одноимённый муниципальный район в рамках местного самоуправления входит 9 муниципальных образований со статусом сельского поселения:
| №     | Муниципальное образование | Административный центр | Количество населённых пунктов | Население (чел.) | Площадь (км²) |
| ----- | ------------------------- | ---------------------- | ----------------------------- | ---------------- | ------------- |
| 1e-06 | Сельское поселение        |                        |                               |                  |               |
| 1     | Абзаевский сельсовет      | село Абзаево           | 3                             | ↘1083            | 181,67        |
| 2     | Арслановский сельсовет    | село Арсланово         | 7                             | ↘1860            | 285,94        |
| 3     | Верхнекигинский сельсовет | село Верхние Киги      | 4                             | ↘6713            | 295,21        |
| 4     | Душанбековский сельсовет  | село Душанбеково       | 4                             | ↘954             | 74,81         |
| 5     | Еланлинский сельсовет     | село Еланлино          | 3                             | ↘1375            | 177,56        |
| 6     | Ибраевский сельсовет      | село Ибраево           | 5                             | →1426            | 105,64        |
| 7     | Кандаковский сельсовет    | село Кандаковка        | 4                             | ↘1049            | 112,79        |
| 8     | Леузинский сельсовет      | село Леуза             | 4                             | ↘1261            | 310,75        |
| 9     | Нижнекигинский сельсовет  | село Нижние Киги       | 5                             | ↘1302            | 143,99        |

### Населённые пункты
| №  | Населённый пункт | Тип     | Население | Муниципальное образование |
| -- | ---------------- | ------- | --------- | ------------------------- |
| 1  | Абдрезяково      | деревня | ↘23       | Арслановский сельсовет    |
| 2  | Абзаево          | село    | ↘558      | Абзаевский сельсовет      |
| 3  | Алагузово        | деревня | ↘554      | Абзаевский сельсовет      |
| 4  | Арсланово        | село    | ↘719      | Арслановский сельсовет    |
| 5  | Асылгужино       | деревня | ↘223      | Арслановский сельсовет    |
| 6  | Вакиярово        | деревня | ↘445      | Еланлинский сельсовет     |
| 7  | Верхние Киги     | село    | ↗7190     | Верхнекигинский сельсовет |
| 8  | Вязовка          | деревня | ↘17       | Леузинский сельсовет      |
| 9  | Душанбеково      | село    | ↘622      | Душанбековский сельсовет  |
| 10 | Еланлино         | село    | ↘796      | Еланлинский сельсовет     |
| 11 | Ибраево          | село    | ↗471      | Ибраевский сельсовет      |
| 12 | Игенчеляр        | деревня | ↗58       | Нижнекигинский сельсовет  |
| 13 | Идрисово         | деревня | ↘197      | Арслановский сельсовет    |
| 14 | Кандаковка       | село    | ↘347      | Кандаковский сельсовет    |
| 15 | Кизетамак        | деревня | ↘122      | Верхнекигинский сельсовет |
| 16 | Кисеик           | деревня | ↘2        | Леузинский сельсовет      |
| 17 | Кулбаково        | деревня | ↘322      | Арслановский сельсовет    |
| 18 | Кульметово       | деревня | ↘293      | Еланлинский сельсовет     |
| 19 | Кургашево        | деревня | ↘279      | Леузинский сельсовет      |
| 20 | Леуза            | село    | ↘1076     | Леузинский сельсовет      |
| 21 | Масяково         | деревня | ↗225      | Абзаевский сельсовет      |
| 22 | Нижние Киги      | село    | ↘1380     | Нижнекигинский сельсовет  |
| 23 | Новомухаметово   | деревня | ↗3        | Ибраевский сельсовет      |
| 24 | Октябрь          | деревня | ↘40       | Нижнекигинский сельсовет  |
| 25 | Париж            | деревня | ↗25       | Нижнекигинский сельсовет  |
| 26 | Первомайский     | деревня | ↘109      | Кандаковский сельсовет    |
| 27 | Сагирово         | деревня | ↘277      | Душанбековский сельсовет  |
| 28 | Сарагулово       | деревня | ↘86       | Душанбековский сельсовет  |
| 29 | Старомухаметово  | деревня | ↘460      | Ибраевский сельсовет      |
| 30 | Султановка       | деревня | ↘242      | Кандаковский сельсовет    |
| 31 | Сюрбаево         | деревня | ↘217      | Арслановский сельсовет    |
| 32 | Тёплый Ключ      | деревня | ↘71       | Верхнекигинский сельсовет |
| 33 | Тугузлы          | деревня | ↘507      | Арслановский сельсовет    |
| 34 | Тукаево          | деревня | ↗183      | Душанбековский сельсовет  |
| 35 | Урак             | деревня | ↗37       | Нижнекигинский сельсовет  |
| 36 | Юкаликулево      | деревня | ↘648      | Ибраевский сельсовет      |
| 37 | Юнусово          | деревня | ↘161      | Верхнекигинский сельсовет |
| 38 | Юсупово          | деревня | ↘529      | Кандаковский сельсовет    |
| 39 | Ягуново          | деревня | ↘176      | Ибраевский сельсовет      |

### Упразднённые населённые пункты
- Куянаево
- Верхний Лопас
- Нижний Лопас

## Экономика
По территории района проходят автомобильные дороги Бирск — Месягутово — Сатка, Малояз — Верхние Киги — Новобелокатай.

## Образование
В районе 9 общеобразовательных школ, в том числе 6 средних, профессиональное училище, 2 массовые библиотеки, клубные учреждения, районная и 2 сельские участковые больницы. Издаётся газета на русском и башкирском языках.

## Культура
С 1934 года в районе работает Кигинский башкирский народный театр имени Г. Мингажева.

## Известные люди
- Адигамов, Ильдус Анасович (род. 18 июня 1951) — башкирский государственный деятель, учёный и преподаватель высшей школы.
- Баширов, Радик Минниханович (род. 7 января 1935) — инженер-механик, член-корреспондент АН РБ (1995), доктор технических наук (1982), профессор (1983), ректор Башкирского аграрного университета (1988—1999), заслуженный деятель науки Башкирской АССР (1976), заслуженный деятель науки РФ (1988)[42].
- Гибадуллин, Миннитагир Гибадуллинович (29 декабря 1898 — 19 апреля 1982) — писатель-сказочник, участник башкирского национального движения[43].
- Гимаев, Рагиб Насретдинович (1 января 1935 — 29 января 2016) — советский и российский учёный, химик, бывший ректор Башкирского государственного университета[44][45].
- Загитов, Раус Хабирович (род. 19 ноября 1948) — актёр Башкирского Академического театра драмы им. М. Гафури, Заслуженный артист Башкирской АССР (1984), Народный артист Башкирской АССР (1989), Заслуженный артист РФ (1998)[46][47].
- Кудаш, Сайфи Фаттахович (21 сентября 1894 — 26 июня 1993) — татарский, башкирский поэт и писатель, народный поэт Башкирской АССР (1964)[48][49][50][51], жил в селе в 1930—1931 гг.
- Меньшиков, Иван Николаевич (23 июня 1914 — 28 апреля 1943) — русский и ненецкий писатель, журналист[52][53].
- Мингажев, Гималетдин Мингажевич (21 мая 1889 — 19 сентября 1955) — актёр, драматург, теоретик театра, Народный артист БАССР (1935), Заслуженный артист РСФСР (1944), Народный артист РСФСР (1949)[54].
- Ракшин, Дмитрий Сергеевич (14 ноября 1913 — 9 января 1961) — участник Великой Отечественной войны, Герой Советского Союза[55].
- Сафин, Рафаэль Ахметсафович (16 февраля 1932—2002) — башкирский поэт, драматург, Заслуженный деятель искусств БАССР (1982)[56][57].
- Сафина, Миндигаян Миндиахметовна (род. 2 июля 1951) — актриса-кукловод Башкирского государственного театра кукол, член Союза театральных деятелей (1980), Народная артистка РБ (1999)[58][59].
- Ханиф Карим (25 июля 1910 — 26 августа 1983) — башкирский советский поэт и писатель, Заслуженный работник культуры Башкирской АССР (1970)[60][61].
- Шагимарданов, Фазыл Валиахметович (1906 — 3 августа 1968) — советский партийный и государственный деятель, Председатель Совета Народных Комиссаров Башкирской АССР (1937—1940)[62].
- Шарипова, Гульчачак Табрисовна (род. 28 апреля 1958) — актриса Салаватского государственного башкирского драматического театра, Заслуженная артистка Республики Башкортостан (1999), Народная артистка Республики Башкортостан (2008)[63][64].
- Калашников, Юрий Васильевич (учёный) (19 августа 1939 — 16 октября 2018) — советский и российский учёный, историк, лектор. Младший научный сотрудник Уфимского института истории, языка и литературы Академии наук СССР, доцент кафедры истории Башкирского государственного университета (ныне Уфимский университет науки и технологий), помощник Председателя Верховного Совета — Госсобрания Республики Башкортостан.